# جوزيف دبليو. أوكسلي
جوزيف دبليو. أوكسلي (بالإنجليزية: Joseph W. Oxley)‏ هو محامي أمريكي، ولد في 1 يونيو 1958 في مقاطعة مونموث في الولايات المتحدة.